# 陳懌
陳懌（？年—？年），清朝政治人物。

## 生平
清代時任順慶府通判。